# Duinger Wald mit Doberg und Weenzer Bruch
Duinger Wald mit Doberg und Weenzer Bruch este o arie protejată (sit de importanță comunitară — SCI) din Germania întinsă pe o suprafață de 439,71 ha, integral pe uscat.

## Localizare
Centrul sitului Duinger Wald mit Doberg und Weenzer Bruch este situat la coordonatele 51°59′02″N 9°41′43″E / 51.9839°N 9.6953°E.

## Înființare
Situl Duinger Wald mit Doberg und Weenzer Bruch a fost declarat sit de importanță comunitară în ianuarie 2005 pentru a proteja 3 specii de animale.

## Biodiversitate
Situată în ecoregiunea continentală, aria protejată conține 5 habitate naturale: Cursuri de apă de la nivel de câmpie la nivel montan, cu vegetație Ranunculion fluitantis și Callitricho-Batrachion, Liziere de ierburi înalte hidrofile de câmpie și de nivel montan până la alpin, Păduri de fag Luzulo-Fagetum, Păduri de stejar sau de stejar și carpen sub-atlantice și medio-europene de Carpinion betuli, Păduri aluvionare cu Alnus glutinosa și Fraxinus excelsior (Alno-Padion, Alnion incanae, Salicion albae).
La baza desemnării sitului se află mai multe specii protejate:
- amfibieni (2): izvoraș-cu-burta-galbenă (Bombina variegata), triton cu creastă (Triturus cristatus)
- mamifere (1): liliac cu urechi mari (Myotis bechsteinii)

Pe lângă speciile protejate, pe teritoriul sitului au mai fost identificate 1 specie de mamifere.